# 24 octombrie
ianuarie • februarie • martie  • aprilie  • mai  • iunie  • iulie  • august  • septembrie  • octombrie  • noiembrie  • decembrie
24 octombrie este a 297-a zi a calendarului gregorian și a 298-a zi în anii bisecți. Mai sunt 68 de zile până la sfârșitul anului.

## Evenimente

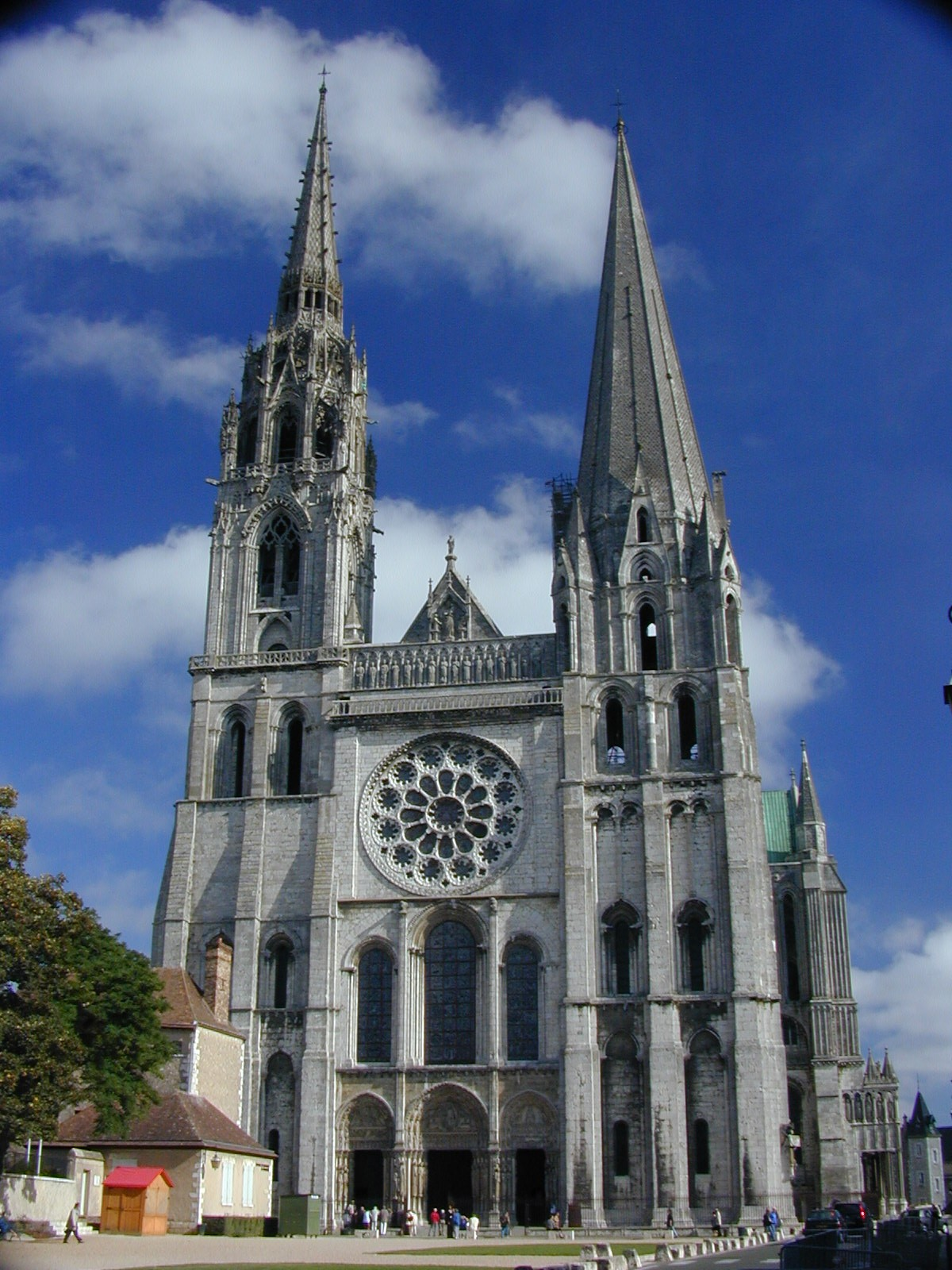
1260: Sfințirea catedralei din Chartres în prezența regelui Ludovic al IX-lea.

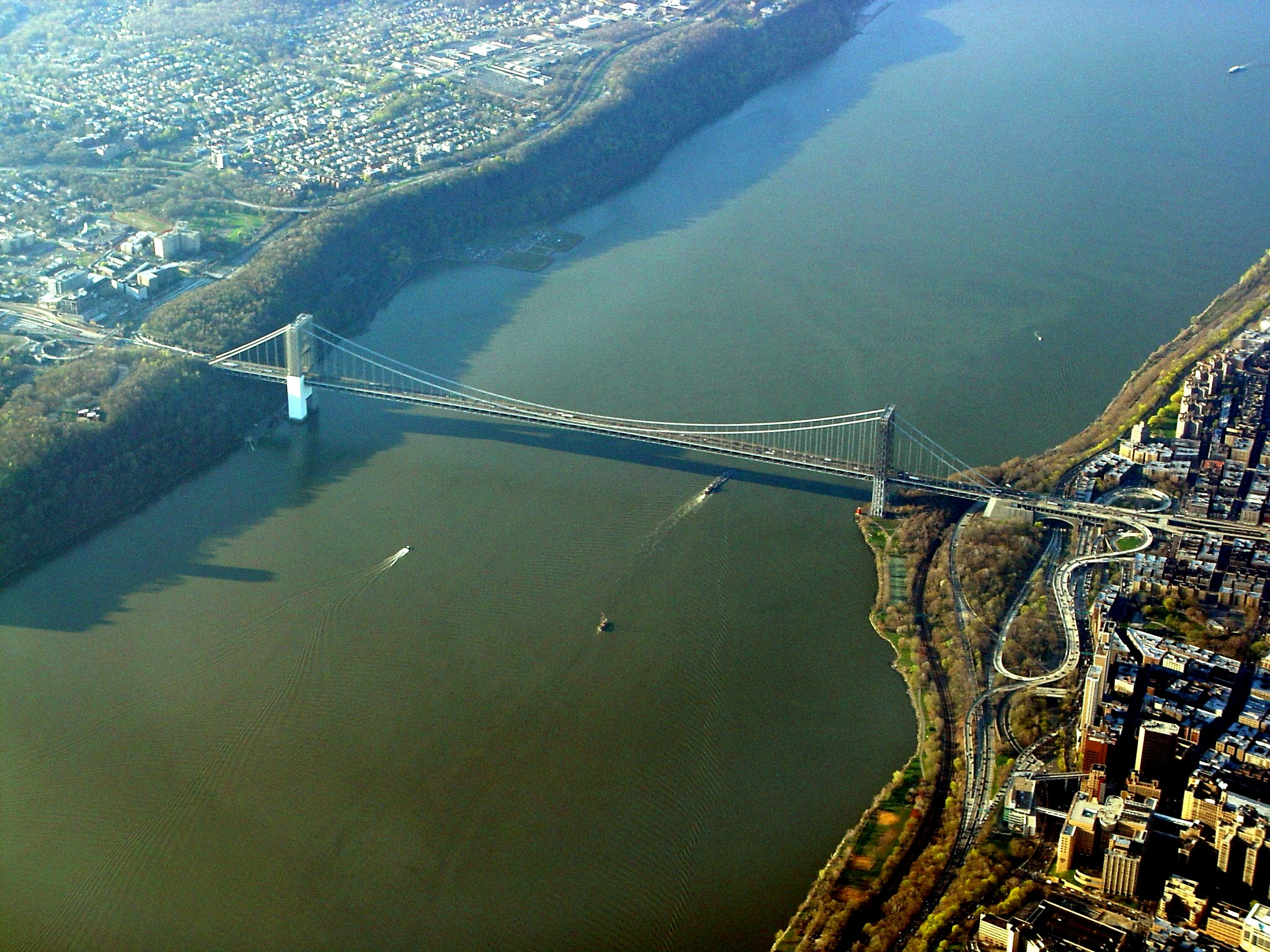
1931: Este inaugurat podul George Washington Bridge între New York City și New Jersey.

- 0069: A doua bătălie de la Bedriacum. Armata condusă de Antonius Primus, loial împăratului Vespasian, înfrânge forțele împăratului Vitellius.
- 1260: Sfințirea catedralei din Chartres în prezența regelui Ludovic al IX-lea.
- 1648: Este semnată Pacea de la Westphalia, marcând astfel sfârșitul Războiului de treizeci de ani.
- 1795: Teritoriul Poloniei este divizat între Prusia, Rusia și Austria. Statul polonez va reapărea pe harta Europei abia la sfârșitul Primului Război Mondial (1918).
- 1812: Războaiele napoleniene: Bătălia de la Maloyaroslavets are loc în apropiere de Moscova
- 1813: Prin Tratatul de Pace de la Gulistan, Persia pierde mari teritorii al Caucazului în favoarea Rusiei.
- 1857: Este înființat Sheffield F.C., primul club de fotbal din lume.
- 1912: Primul Război Balcanic: Bătălia de la Kumanovo este câștigată de forțele Regatului Sârb.
- 1917: Primul Război Mondial: Bătălia de la Caporetto.
- 1917: Revoluția din Octombrie.
- 1929: Bursa din New York se prăbușește. Această zi a rămas în istoria Bursei cu numele de „Joia Neagră".
- 1931: Al Capone va fi condamnat cu 50.000 dolari și 11 ani închisoare pentru evaziune fiscală.
- 1931: Este inaugurat podul George Washington Bridge între New York City și New Jersey.
- 1935: Italia invadează Etiopia.
- 1945: Prin Carta Organizației Națiunilor Unite se înființează organizația internațională numită Organizația Națiunilor Unite.
- 1956: Uniunea Sovietică invadează Ungaria.
- 1970: Salvador Allende este ales în funcția de președinte al Republicii Chile.
- 1973: Se sfârșește Războiul de Yom Kippur.
- 1990: În Ungaria, pedeapsa cu moartea este declarată neconstituțională de către Curtea Constituțională.
- 1999: În Tunisia, Zine El Abidine Ben Ali a fost ales ca președinte.

## Nașteri
- 0051: Titus Flavius Domitianus, împărat roman (d. 96)
- 1632: Antonie van Leeuwenhoek, biolog olandez (d. 1723)
- 1739: Anna Amalia de Brunswick-Wolfenbüttel (d. 1807)

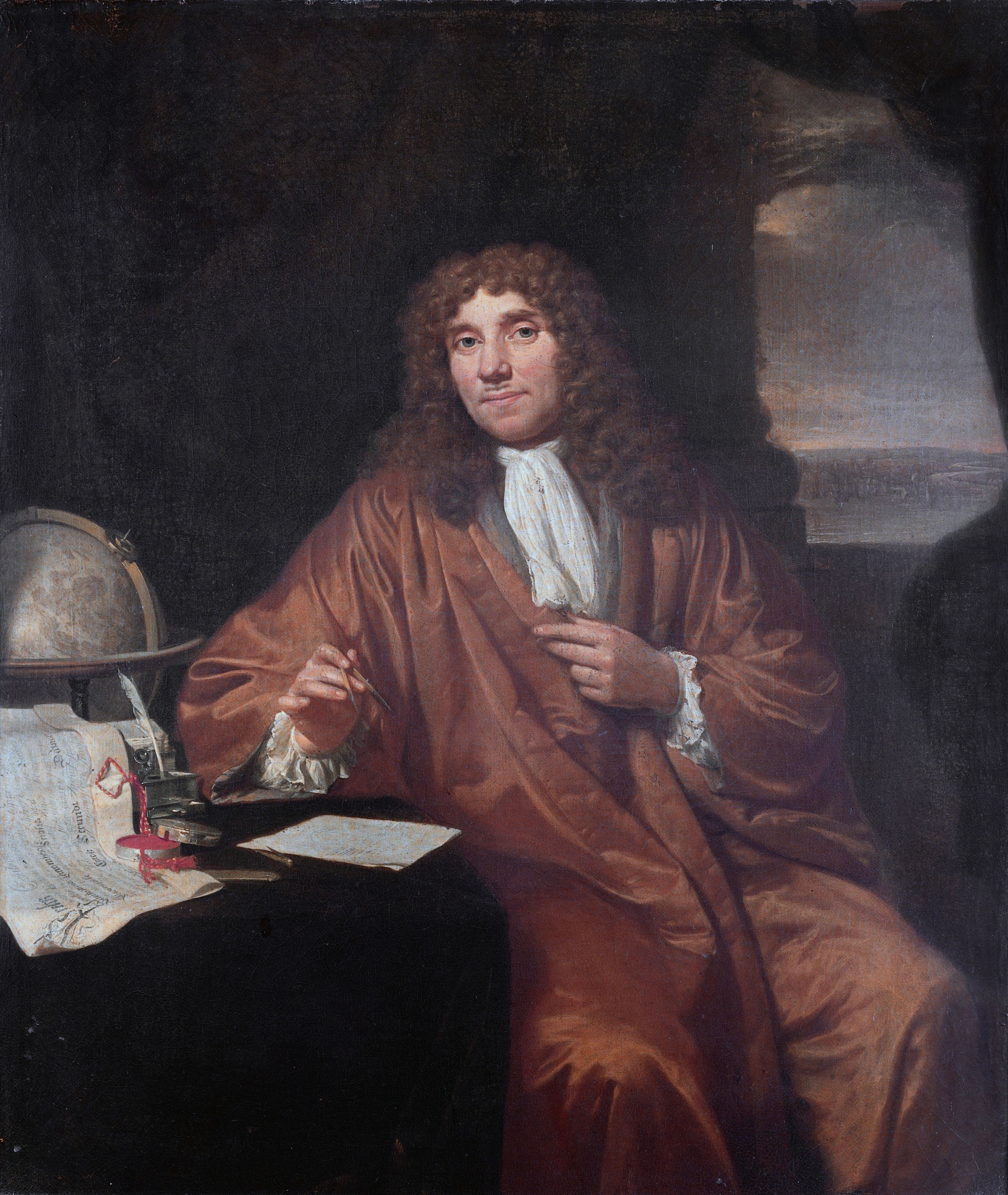
Antonie van Leeuwenhoek, biolog olandez
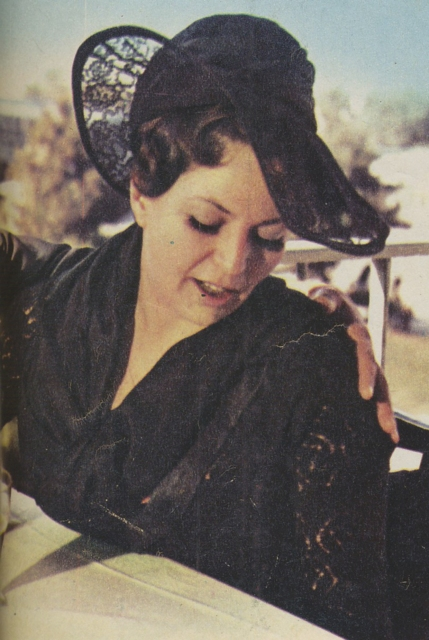
Draga Olteanu-Matei, actriță română
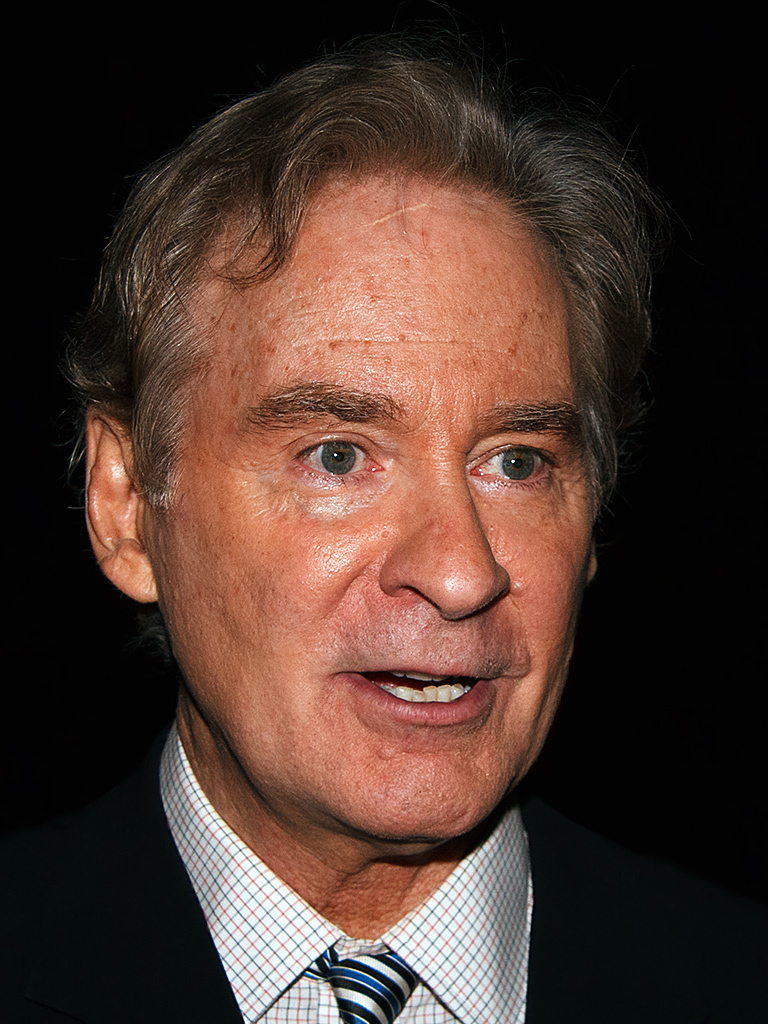
Kevin Kline, actor american

- 1804: Wilhelm Weber, fizician german (d. 1891)
- 1811: Ferdinand Hiller, compozitor german (d. 1885)
- 1844: Karl Lueger, politician austriac (d. 1910)
- 1853: Pimen Georgescu, Mitropolit al Moldovei
- 1854: Hendrik Willem Bakhuis Roozeboom, chimist olandez (d. 1907)
- 1882: Emmerich Kálmán, compozitor ungur (d. 1953)
- 1886: Delmira Agustini, scriitoare uruguayană (d. 1914)
- 1887: Victoria Eugenie de Battenberg, nepoata reginei Victoria a Marii Britanii, regină a Spaniei (d. 1969)
- 1891: Rafael Trujillo, politician dominican (d. 1961)
- 1896: Jack Warner, actor englez (d. 1981)
- 1905: Otto Abel, compozitor german (d. 1977)
- 1913: Armand Lanoux, scriitor francez, câștigător al Premiului Goncourt în 1963 (d. 1983)
- 1925: Luciano Berio, compozitor italian (d. 2003)
- 1927: Jean-Claude Pascal, designer, actor și cântăreț francez (d. 1992)
- 1929: George Crumb, compozitor american (d. 2022)
- 1929: Sos Sargsian, actor, regizor și scriitor armean (d. 2013)
- 1932: Pierre-Gilles de Gennes, fizician francez (d. 2007)
- 1932: Robert Mundell, economist canadian, laureat al Premiului Nobel (d. 2021)
- 1933: Andrei Andrieș, fizician din Republica Moldova (d. 2012)
- 1933: Draga Olteanu-Matei, actriță română (d. 2020)
- 1936: Bill Wyman, muzician rock (Rolling Stones)
- 1939: F. Murray Abraham, actor american
- 1943: Theodor Stolojan, politician român
- 1946: Anda Călugăreanu, actriță și interpretă română de muzică ușoară și folk (d. 1992)
- 1946: Kristina Richter, handbalistă est-germană
- 1947: Kevin Kline, actor american
- 1947: Valeria Peter Predescu, interpretă română de folclor (d. 2009)
- 1953: Christoph Daum, jucător și antrenor german de fotbal (d. 2024)
- 1954: Liviu Timar, politician român
- 1955: Minodora Cliveti, politician român
- 1958: Magda Catone, actriță română
- 1966: Roman Abramovici, om de afaceri rus
- 1967: Lidia Drăgănescu, handbalistă română
- 1969: Adela Noriega, actriță mexicană
- 1970: Gabriela Nedelcu, politician român
- 1972: Ruxandra Dragomir, jucătoare română de tenis
- 1973: Adrian George Scutaru, politician român
- 1985: Wayne Rooney, fotbalist englez
- 1985: Giordan Watson, baschetbalist româno-american
- 1986: Aubrey Drake Graham, muzician, rapper canadian
- 1990: İlkay Gündoğan, fotbalist german

## Decese
- 0996: Hugo Capet, rege a Franței (987 - 996)
- 1375: Regele Valdemar IV de Danemarca (n. 1320)
- 1537: Jane Seymour, a treia soție a lui Henric al VIII-lea (n. 1508/1509)
- 1601: Tycho Brahé, astronom și matematician danez (n. 1546)
- 1655: Pierre Gassendi, matematician, filosof și astronom francez (n. 1592)

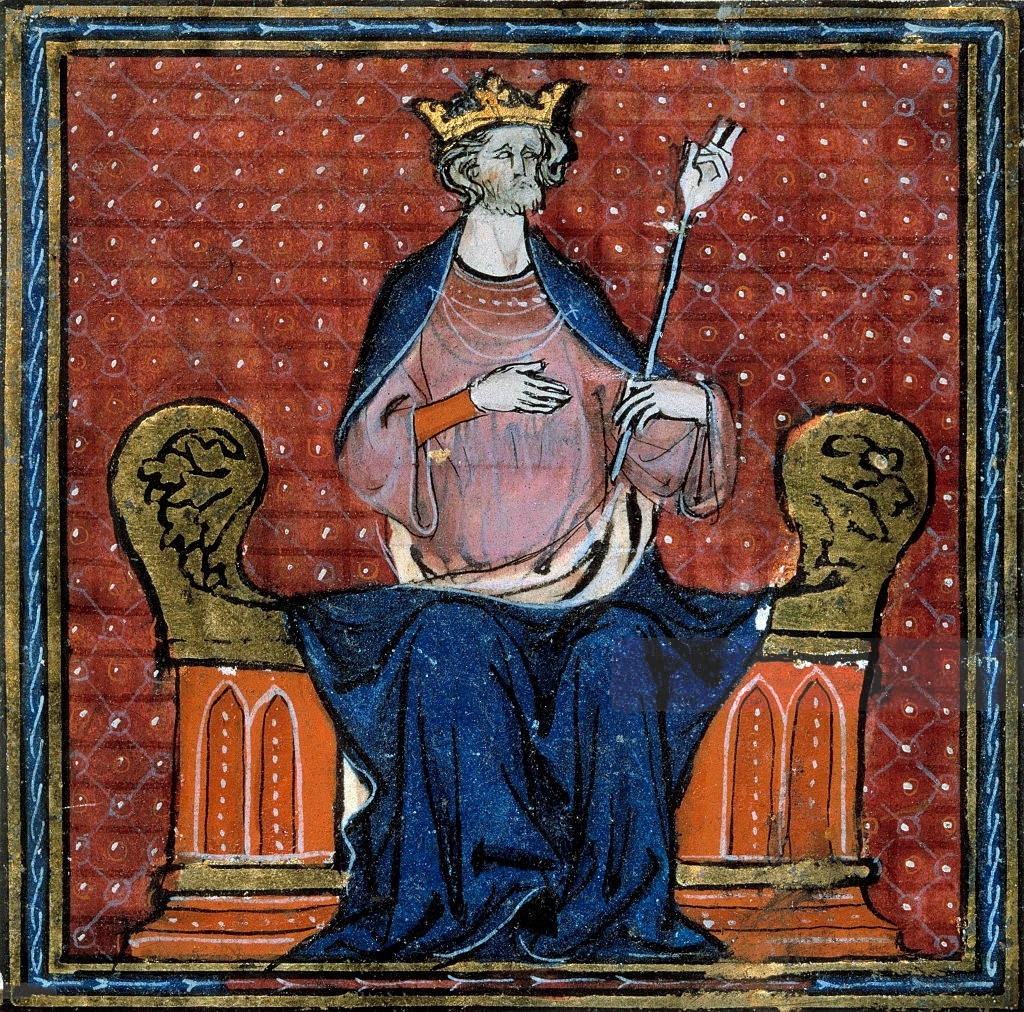
Hugo Capet, rege a Franței
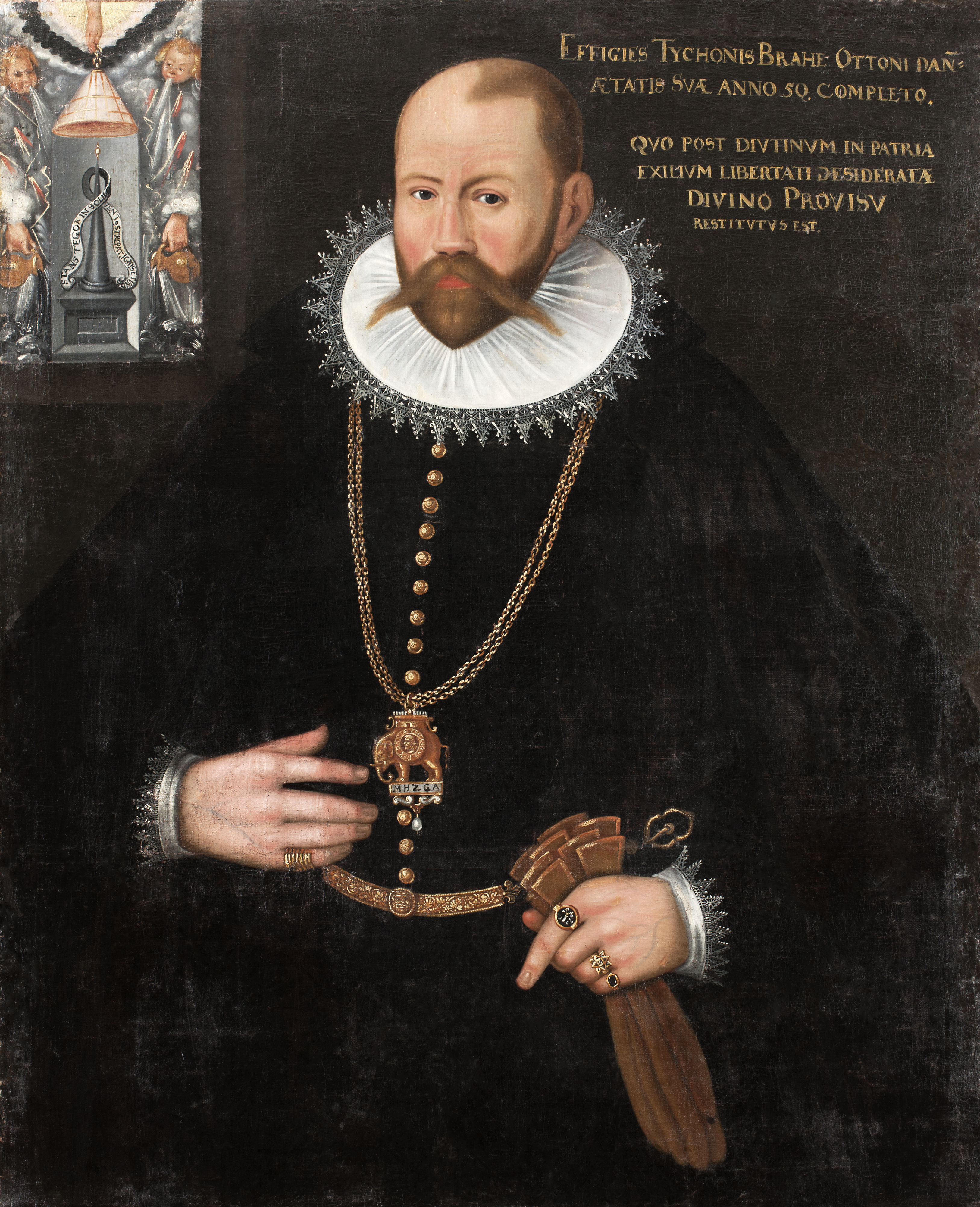
Tycho Brahé, astronom danez
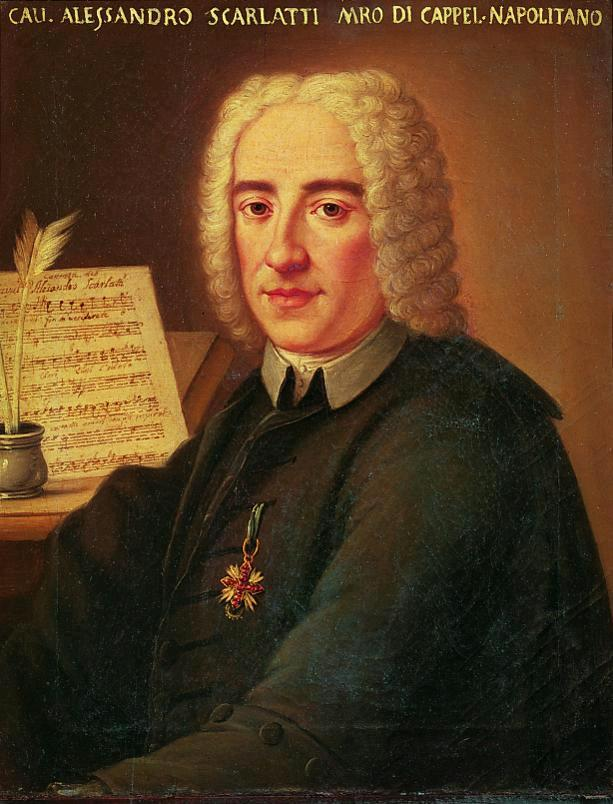
Alessandro Scarlatti, compozitor italian

- 1684: Marie Elisabeth, Ducesă de Saxonia (n. 1610)
- 1687: Maria Eufrosina de Zweibrücken, sora regelui  Carol al X-lea al Suediei (n. 1625)
- 1725: Alessandro Scarlatti, compozitor italian (n. 1660)
- 1733: Henrietta Godolphin, Ducesă de Marlborough (n. 1681)
- 1799: Carl Ditters von Dittersdorf, compozitor austriac (n. 1739)
- 1829: Louise de Hesse-Darmstadt, Mare Ducesă de Hesse și de Rin (n. 1761)
- 1842: Bernardo O'Higgins, politician chilian (n. 1778)
- 1843: Antoine Berjon, pictor francez (n. 1754)
- 1854: Barbu Iscovescu, pictor și revoluționar român de etnie evreu (n. 1816)
- 1878: Karl, Duce de Schleswig-Holstein-Sonderburg-Glücksburg (n. 1813)
- 1893: Prințesa Marguerite d'Orléans, prințesă franceză (n. 1846)
- 1894: Gheorghe Tattarescu, pictor român, pionier al neoclasicismului în pictura românească  (n. 1820)
- 1898: Pierre Puvis de Chavannes, pictor francez (n. 1824)
- 1904: Paul Delmet, compozitor și cântăreț francez (n. 1862)
- 1912: Maria Gabriela de Bavaria, prințesă germană (n. 1878)
- 1920: Marea Ducesă Maria Alexandrovna a Rusiei, mama reginei Maria a României (n. 1835)
- 1938: Ernst Barlach, sculptor german (n. 1870)
- 1941: Henri Duhem, pictor francez (n. 1860)
- 1943: Hector de Saint-Denys Garneau, poet canadian (n. 1912)
- 1944: Louis Renault, industriaș francez (n. 1877)
- 1945: Vidkun Quisling, militar norvegian (n. 1887)
- 1948: Franz Lehár, compozitor austriac (n. 1870)
- 1951: Prințul Carl, Duce de Västergötland (n. 1861)
- 1954: Simone Mareuil, actriță franceză (n. 1903)

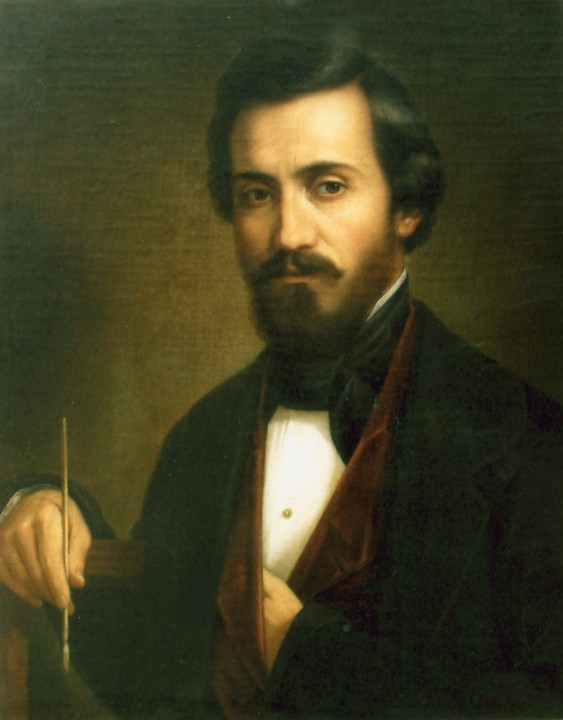
Gheorghe Tattarescu, pictor român
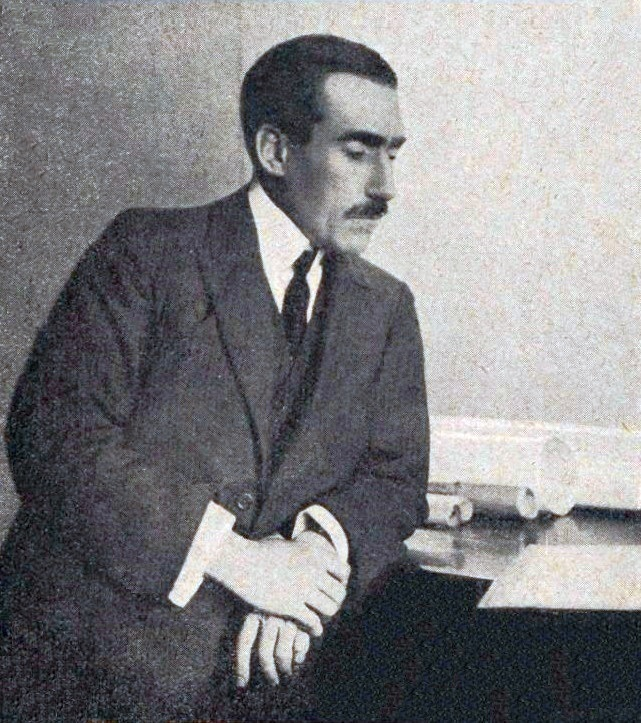
Louis Renault, industriaș francez
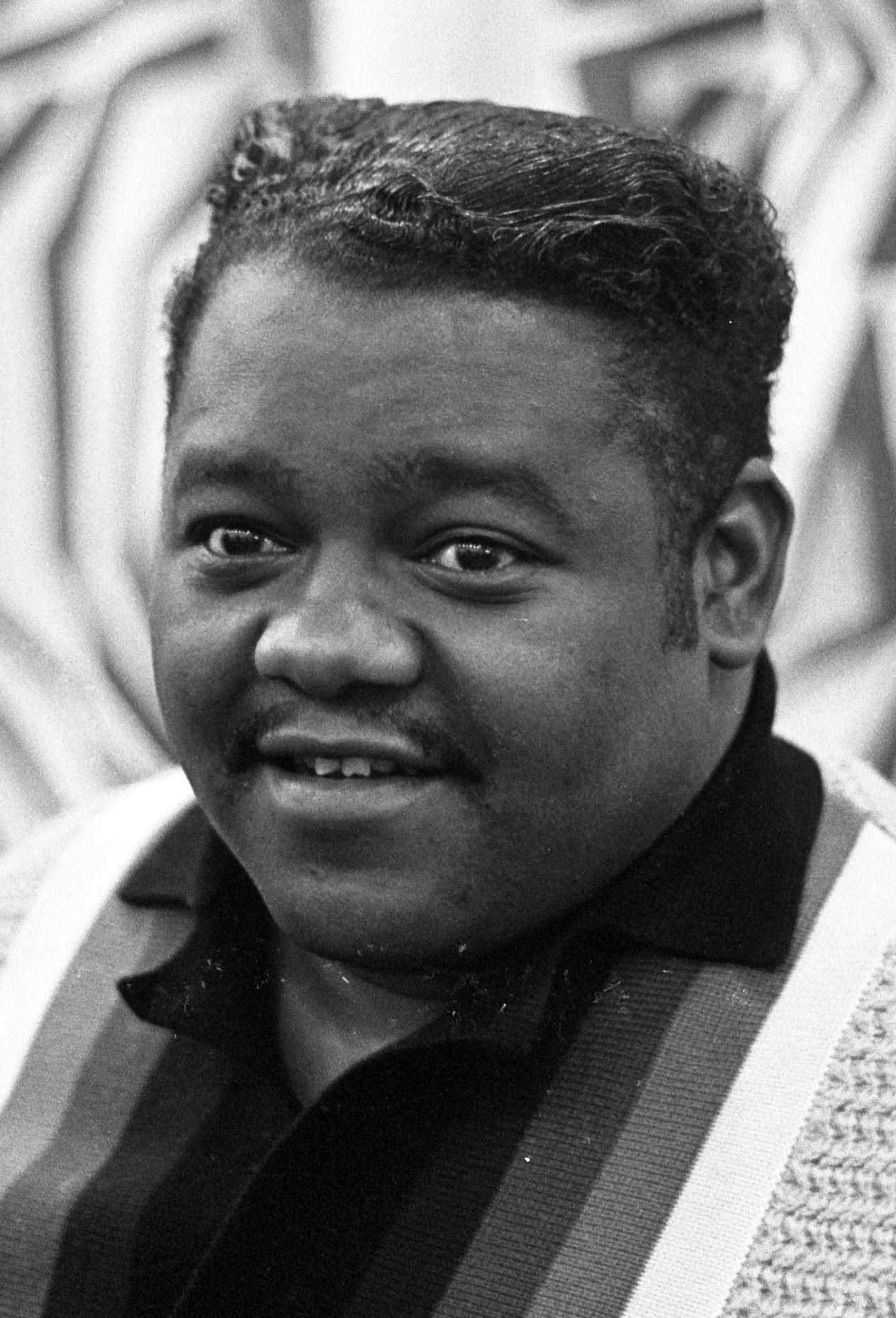
Fats Domino, muzician american

- 1957: Christian Dior, creator de modă francez (n. 1905)
- 1974: David Oïstrakh, violonist ucrainean (n. 1908)
- 1983: Elie Carafoli, inginer, creatorul școlii românești de aerodinamică, membru al Academiei Române (n. 1901)
- 1991: Gene Roddenberry, producător și scriitor (Star Trek) (n. 1921)
- 1991: Nicolae Sotir, voleibalist român (n. 1916)
- 1992: Amita Bhose, important eminescolog străin, prima traducătoare a lui Mihai Eminescu în bengali (n. 1933)
- 2005: Rosa Parks, personalitate americană de culoare (n.  1913)
- 2017: Fats Domino, muzician, compozitor, pianist și cantautor american (n. 1928)
- 2019: Kaoru Yachigusa, actriță japoneză (n. 1931)

## Sărbători
- Sf. Mare Mucenic Areta; Sf. Mucenici Sevastiana și Valerian (calendarul ortodox și greco-gatolic)
- Anton M. Claret; Luigi Guanella (calendarul romano-catolic)
- Ziua independenței în Zambia (1964)
- Ziua Organizației Națiunilor Unite
- "Tag der Bibliotheken", Ziua bibliotecilor în Germania
- Ziua mondială a informării asupra dezvoltării mondiale